# Tripartite (Luxembourg)
Pour les articles homonymes, voir tripartite.
La tripartite est une institution économique et sociopolitique au Luxembourg qui est considérée comme fondamentale dans le soi-disant « modèle luxembourgeois ». La tripartite repose sur un dialogue institutionnalisé et continu entre le gouvernement, les employeurs et les syndicats sur des questions économiques et sociales importantes afin de parvenir à un consensus.

## Histoire
À la suite de la grave crise sidérurgique qui risque de secouer profondément la société luxembourgeoise, le « modèle luxembourgeois » précité a été mis en œuvre dans les années 1970.
La loi du 26 juillet 1975 autorise le gouvernement à prendre des mesures visant à empêcher les licenciements temporaires et à garantir l'emploi. Dans le même temps, il est créé un Comité de conjoncture à composition « tripartite » chargée de suivre de près l'évolution de la situation économique et de faire rapport au gouvernement une fois par mois.
En 1977, en raison de la détérioration de l'industrie sidérurgique, le gouvernement convoque une « conférence tripartite sidérurgie » et rédige un plan d'action pour maintenir la croissance économique et le plein emploi.
La loi du 24 décembre 1977 institutionnalise le Comité de coordination tripartite, qui s'est réuni lorsque la situation économique et sociale s'est détériorée. La fonction du comité est de parvenir à un consensus sur des questions socio-économiques importantes. Plus d'un an plus tard, en mars 1979, le comité de coordination tripartite est parvenu au premier accord sur l'ajustement structurel et la modernisation de l'industrie sidérurgique. Le premier effort tripartite pour éviter le licenciement de milliers de sidérurgistes a sans aucun doute réussi.
Après la diversification économique vigoureusement promue par le gouvernement luxembourgeois, des tripartites sectorielles ont émergé. Par conséquent, la recherche de solutions consensuelles est devenue courante.
Le 15 décembre 2020 marque la date de la plus récente réunion tripartite entre le gouvernement, la direction ArcelorMittal et les différents représentants des syndicats. Ils ont trouvé un accord sur la préservation de tous les emplois dans le secteur de la sidérurgie jusqu’au 2025. 536 postes étaient en danger sur les sites Differdange, Esch-Belval, Rodange, Luxembourg, Esch-sur-Alzette, Bissen ainsi que l'atelier mécanique de Dommeldange.

## «Le modèle luxembourgeois»: le rôle des syndicats
Il est important de noter qu’il est au gouvernement luxembourgeois de prendre l’initiative d’initier des négociations d’une tripartite, en invitant le patronat et le syndicat à se réunir,  afin de trouver un consensus sur des questions économiques et sociales au Luxembourg. Depuis la création de ce dialogue entre ces trois partis, dans les années 1970, les organisations syndicales y jouent un rôle crucial. Depuis lors, trois syndicats assurent essentiellement la représentation des employés et des travailleurs, luxembourgeois et non-luxembourgeois : l’OGBL, le LCGB et la CGFP.
L’OGBL, le Onofhängene Gewerkschaftsbond Lëtzebuerg, fondé en 1979 est un syndicat d’importance, puisqu’il a très vite gagné d’influence et a pu, à partir de sa fondation, rassembler une grande partie de membres et militants. En 2018, le OGBL compte plus de 70.000 membres, faisant de lui le syndicat avec les plus d’adhérents au Luxembourg. Le OGBL se dit indépendant, mais il faut préciser que pendant  toute son histoire, il est en lien étroit avec le Parti ouvrier socialiste luxembourgeois, le LSAP.Le OGBL peut donc être considéré comme un  syndicat de gauche.
Le LCGB, le Lëtzebuerger Chrëschtleche Gewerkschaftsbond, est un syndicat chrétien fondé en 1921. Le syndicat n’a d’ailleurs jamais pu atteindre le nombre des membres que compte le OGBL. En raison de sa longue histoire et du fait que le Luxembourg a été gouverné pendant des décennies par un gouvernement guidé par le CSV, le parti chrétien, le LCGB reste un acteur incontournable lors des réunions de la tripartite.
La dernière grande organisation syndicale qui influence le dialogue social au Luxembourg est la CGFP, syndicat fondé en 1909, qui représente majoritairement les employés et fonctionnaires publiques. La Staatsbeamtengewerkschaft joue un rôle crucial dans les discussions de la tripartite : ses adhérents sont essentiellement  des salariés et fonctionnaires de nationalité luxembourgeoise, et donc des personnes ayant le droit de vote au Luxembourg. Ceci n’est pas le cas pour les deux autres syndicats, qui représentent essentiellement les employés et travailleurs du secteur privé, dont une grande partie des personnes n’ayant pas la nationalité luxembourgeoise.
Ce sont donc historiquement ces trois syndicats qui représentent les intérêts de leurs adhérents, les salariés. Du fait que les trois syndicats ont parfois des intérêts et points de vue différents, il n’a pas toujours été évident, dans l’histoire des réunions de la tripartite, de se réunir et se présenter uni, pour discuter les intérêts des salariés et dialoguer avec le patronat et avec le gouvernement. Mais durant l’histoire de la tripartite, les différents syndicats se sont toujours mis ensemble avant les discussions pour travailler et discuter les dossiers et les sujets, afin de trouver un consensus et se présenter comme groupe uni.  
Le rêve d’un syndicat unique, d’une Eeenheetsgewergschaft, représentant et défendant les causes de tous les salariés et travailleurs lors des réunions de la tripartite, existe déjà avant l’instauration du « modèle luxembourgeois », dans les années 1970. Le OGBL y est favorable : en 2018, durant les célébrations du 40e anniversaire du syndicat, le président de l’époque André Roeltgen évoque que « ce serait une erreur historique de ne pas réussir à dépasser l’éparpillement du mouvement syndical », afin de bien pouvoir représenter les droits des salariés lors des réunions de la tripartite. Mais les deux autres syndicats, la CGFP et le LCGP n’y sont pas trop favorables.

## Composition
Cinq institutions assurent en permanence le dialogue social :

### Comité de conjoncture
Le comité a été créé en 1975. Sa tâche principale est d'assurer le maintien de l'emploi et d'éviter les licenciements dus à des raisons conjoncturelles. Le comité se réunit une fois par mois et est composé de représentants des organisations salariales et patronales et de divers ministères et administrations.

### Conseil économique et social
Le Conseil économique et social (CES) est composé de représentants des employeurs, des salariés et du gouvernement. Cet organe consultatif apporte un soutien au dialogue social national et étudie les questions économiques, sociales et financières qui touchent plusieurs secteurs économiques ou l'ensemble de l'économie nationale. Il donne des avis sur toute mesure législative ou réglementaire et rédige des rapports sur le développement économique, social et financier du pays au cours du premier trimestre de chaque année.

### Comité de coordination tripartite
Depuis 1977, le Comité de coordination tripartite réunit des représentants du gouvernement, des employeurs et des employés. Sa fonction est de parvenir à un consensus sur des questions économiques et sociales importantes.

### Conférence tripartite de la sidérurgie
La naissance de la Conférence tripartite de la sidérurgie est due à la crise de la sidérurgie, principal pilier de l'économie luxembourgeoise jusqu'à la fin des années 80. Elle n'a impliqué que la sidérurgie. Les négociations lors de cette réunion, entre autres, ont le potentiel d'éviter d'importants problèmes de licenciement.

### Comité permanent du travail et de l'emploi
Le Comité permanent du travail et de l'emploi a été créé par la loi le 21 décembre 2007 et est composé de représentants des syndicats, des entreprises et du gouvernement. Il tient des réunions au besoin, au moins trois par an, pour examiner l’emploi et le chômage des travailleurs, les conditions de travail et la sécurité et la santé des travailleurs.